# گرامافون

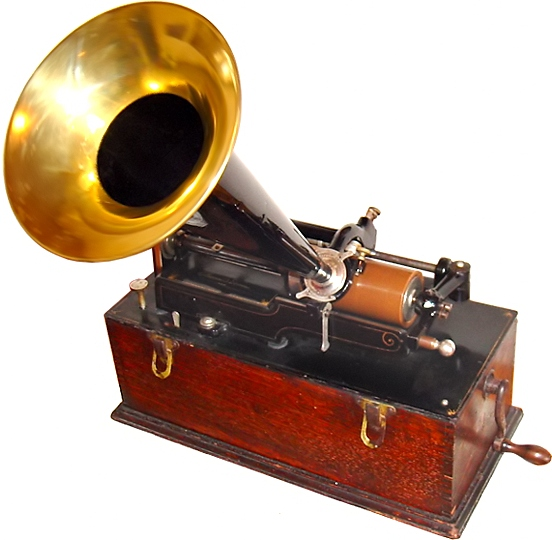
گرامافون استوانه‌ای ادیسون، حدود سال ۱۸۹۹.

گرامافون (به فرانسوی: grammophone) یا فونوگراف (به فرانسوی: phonographe) یا آوانِگار یا آوانِگاشت پرکاربردترین دستگاه برای پخش صدای ضبط‌شده از دههٔ ۱۸۷۰ تا دههٔ ۱۹۸۰ میلادی بوده است، که اواخر عصر ناصری به ایران آمد. در آن زمان گرامافون را دستگاه «حافظ‌الصّوت» یا «حبس‌الصّوت» می‌خواندند و می‌نوشتند.
گرامافون یا آوانگار اختراع توماس ادیسون است. یک فونوگراف با دستگاه‌های مدرن و مجهز کنونی بسیار متفاوت است. با این حال، از اصول فنیِ مشترکی پیروی می‌کنند؛ یعنی اصول ضبط کردن صدا همان است که در زمان ادیسون بود.
گرامافون یا صفحهٔ وینیل دستگاهی برای ذخیره‌سازی صدا یا موسیقی به‌صورت آنالوگ است، و به‌عنوان اولین دستگاه ضبط صدا، اختراع شد و یکی از آلات موسیقی است که انقلابی بزرگی در صنعت موسیقی ایجاد کرد. قابلیت گرامافون‌های امروزی بسیار بیشتر و بالاتر از گرامافون تولیدشده توسط توماس ادیسون است، اما به خاطر زیبایی و خاص بودن ظاهر گرامافون هنوز هم بیشتر شرکت‌های تولیدکننده، این وسیله را با طراحی و سبک سنتی و قدیمی آن تولید می‌کنند.
گرامافون رومیزی و گرامافون ایستاده یا «گرامافون مبله» از انواع گرامافون هستند.

## واژه‌شناسی
واژه گرامافون به‌معنای «صدای حرف» از واژه یونانی γράμμα ( gramma به‌معنای «حرف») و φωνή ( phōnē، به‌معنای «صدا») سرچشمه گرفته است. اصطلاح«فونو گراف»نیز  به‌معنای «صدانویسی» ریشه در واژگان یونانی φωνή (phonē، به معنی «صوت یا صدا») و γραφή (graphē به‌معنای «نوشتن/کنده کاری») دارد.
در انگلیسی بریتانیایی، گرامافون به هر دستگاه بازتولید صدا که از صفحه گرامافون استفاده می‌کند اطلاق می‌شود. این دستگاه توسط کمپانی گرامافون در بریتانیا معرفی و رایج شد. در ابتداعلامت تجاری اختصاصی این شرکت بود و هر گونه استفاده از نام توسط سازندگان رقیب در دادگاه مورد اعتراض قرار گرفت. در سال ۱۹۱۰، یک دادگاه انگلیسی حکم داد که این اصطلاح عمومی شده است.

## عملکرد
صدا، خواه از دهان انسان بیرون بیاید و خواه از آلات موسیقی، در هوا ارتعاش‌هایی پدید می‌آورد. برای ضبط صدا باید آن ارتعاش‌ها را بر رو چیزی ثبت کرد. برای انجام این کار در گرامافون چند چیز لازم است:
1. لوله‌ای که مانند میکروفون در برابر دهان قرار می‌گیرد تا ارتعاش‌های صوتی بتوانند در آن جمع شوند و عبور کنند.
2. صفحه‌ای گردان که به راحتی و نرمی در جای خود می‌چرخد.
3. یک سوزن یا چیزی شبیه به آن. البته این سوزن و صفحه گردان هر دو در انتهای «لوله» قرار می‌گیرند.
4. صفحه‌ای مومی و نرم که بر روی «صفحهٔ گردان» نشسته، در زیر یک سوزن پیوسته می‌چرخد.

### ضبط
اگر کسی در برابر آن لوله یا میکروفن حرف بزند یا آواز بخواند، ارتعاش‌های صوتی‌اش از درون آن گذشته، به صفحه گردان برخورد می‌کند و آن را می‌لرزاند. آنگاه همراه با این صفحه گردان، صفحه مومی نیز می‌لغزد و سوزنی که بر رویش قرار گرفته، پیوسته شیارهایی منظم و دایره‌وار، پشت سر هم روی صفحهٔ مومی ایجاد می‌کند و با حک کردن ارتعاش‌های صوتی، صدای گوینده یا خواننده را ضبط می‌کند. مسیر این شیارها، حلزون‌وار، از پیرامون صفحه به داخل و به سوی مرکز آن است.

### پخش
برای شنیدن صدای ضبط‌شده سوزن نرم‌تری به جای سوزن اولی قرار می‌گیرد. بعد صفحه مومی زیر این سوزن به گردش درمی‌آید، و سوزن درست در لای شیارهایی که سوزن قبلی ایجاد کرده، گردش می‌کند. بر اثر گردش سوزن، صفحه گردان نیز به ارتعاش در می‌آید. آن‌گاه بر اثر این ارتعاش است که صدایی که قبلاً ضبط شده است در لوله طنین می‌افکنَد و صدای ضبط‌شده شنیده خواهد شد.
دستگاه‌های مدرن کنونی، ساختمانی مفصل و پیچیده دارند. از این رو، می‌توانند «امواج صوتی» را به «جریان‌های برقی» تبدیل کنند؛ یعنی به وسیله امواج نوسان‌دار صوتی، جریان‌های نوسان‌دار الکتریکی پدید می‌آورند. سپس این جریان را نیز تقویت کرده و به آهن‌ربایی منتقل می‌کنند که سوزن ضبط، برسر آن وصل شده‌است. آن‌گاه سوزن بر روی یک صفحه مومی گردیده و با انداختن شیارهایی، صدا را ضبط می‌کند. بعد، برای شنیدن صدایی که قبلاً بر روی صفحه پُر شده، سوزنی را که در بازوی پیکاپ نصب گردیده، روی شیارهای صفحه عبور داده می‌شود، تا بر بلورهای درون «پیکاپ» فشار آورده، بلندگو را تحت‌تأثیر قرار دهند، و ارتعاش‌هایی را در هوا پدید آورند که صدای ضبط‌شده شنیده شود.

## طرح‌های صفحه گردان
در حال حاضر سه طرح اصلی صفحه گردان وجود دارد: صفحه گردان محرک تسمه‌ای، محرک مستقیم، و چرخ هرزگرد.
در یک گرامافون صفحه گردان تسمه‌ای، موتور در خارج از مرکز صفحه، یا در زیر یا کاملاً خارج از آن قرار دارد، و توسط یک تسمه محرک ساخته‌شده از مواد الاستومری به صفحه گردان متحرک متصل می‌شود.
صفحه گردان محرک مستقیم توسط شویچی اوباتا، مهندس ماتسوشیتا (پاناسونیک کنونی) اختراع شد. در سال ۱۹۶۹، ماتسوشیتا آن را به عنوان تکنیکس SP-10، اولین گرامافون صفحه گردان محرک مستقیم در بازار عرضه کرد. تأثیرگذارترین صفحه گردان مستقیم تکنیکس SL-1200 بود که به‌دنبال گسترش چرخش در فرهنگ هیپ هاپ، برای چندین دهه به پرمصرف‌ترین صفحه گردان در فرهنگ دی‌جی تبدیل شد.

## اجزا

### سیستم‌های بازویی (تون آرم)

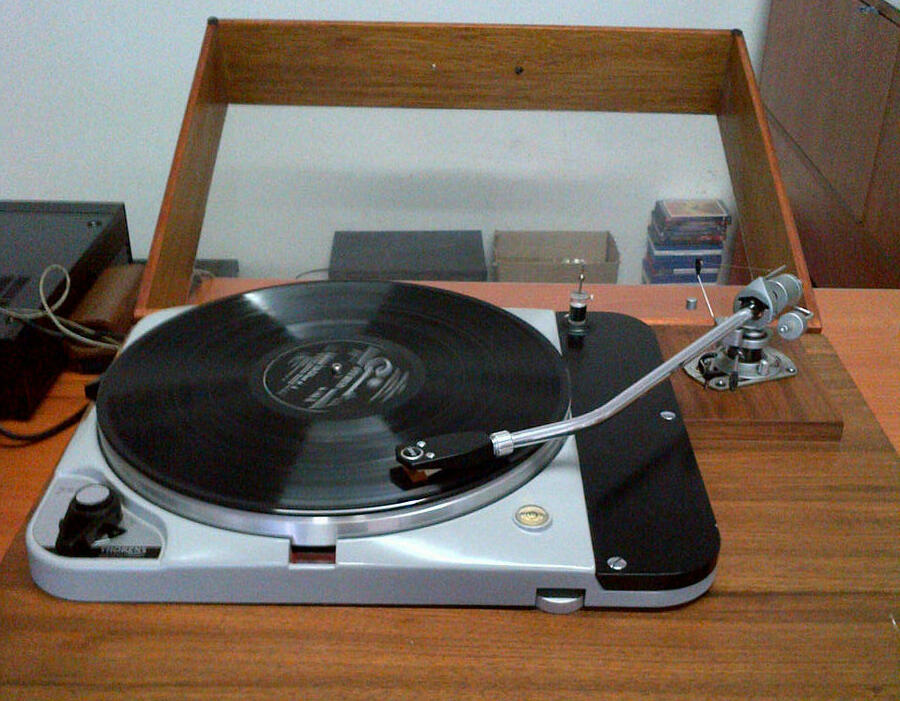
یک تون‌آرم اس‌ام‌ای ۳۹۱۲ که روی گرامافون Thorens TD124 MkII نصب شده است

در برخی از تجهیزات، بازوی حامل پیکاپ، جدا از موتور و صفحه گردان تولید می‌شود. از شرکت‌های متخصص در ساخت تجهیزات تونیک می‌توان به شرکت انگلیسی اس‌ام‌ای اشاره کرد.

#### اهرم نشانه
وسیله‌ای است که به‌طور مکانیکی بازو را تا صفحه پایین می‌آورد. و کاربر را قادر می‌سازد تا مسیر یک نقطه را راحت‌تر پیدا کند، صفحه را متوقف کند، و از خطر خراش دادن آن جلوگیری کند، که ممکن است هنگام پایین آوردن دستی بازو آسیب ببیند.

### پیکاپ
پیکاپ یا کارتریج، مبدلی است که ارتعاشات مکانیکی سوزن را به سیگنال الکتریکی تبدیل می‌کند. سیگنال الکتریکی توسط یک یا چند بلندگو تقویت شده و به صدا تبدیل می‌شود. پیکاپ‌های کریستالی و سرامیکی که از اثر پیزوالکتریک استفاده می‌کنند تا حد زیادی با کارتریج‌های مغناطیسی جایگزین شده‌اند.
پیکاپ شامل یک سوزن با نوک الماس یا یاقوت کبود کوچک است که در شیار صفحه گرامافون قرار دارد. سوزن در نهایت در اثر تماس با شیار فرسوده می‌شود و معمولاً قابل تعویض است.
سوزن‌ها به‌صورت کروی یا بیضوی طبقه‌بندی می‌شوند، اگرچه نوک آن در واقع به شکل نیمه‌کره یا نیمه‌بیضی شکل است. شکل کروی عموماً قوی‌تر از انواع دیگر است، اما شیار را با دقت دنبال نمی‌کند و پاسخ فرکانس بالا را کاهش می‌دهد. شکل بیضوی با افزایش پاسخ فرکانس بالا و اعوجاج کمتر، شیار را با دقت بیشتری دنبال می‌کند. تعدادی سوزت مشتق از نوع پایه بیضوی وجود دارد، از جمله سوزن شیباتا یا خط‌ریز، که می‌تواند اطلاعات فرکانس بالای موجود در شیار صفحه را با دقت بیشتری بازتولید کند. این امر برای پخش ضبط‌های چهارصدایی مهم است.

#### پیکاپ لیزری
در این نوع صفحه گردان با استفاده از پیکاپ لیزری شیار را به صورت نوری می‌خواند. از آن‌جایی که هیچ تماس فیزیکی با صفحه وجود ندارد، هیچ سایشی اتفاق  نمی‌افتد. با این حال، این مزیت قابل بحث است، زیرا صفح‌های وینیل برای تحمل ۱۲۰۰ پخش مورد آزمایش قرار گرفته‌اند، مشروط بر این‌که با کارتریج با کیفیت بالا پخش شوند و سطوح تمیز باشند.

### سوزن
با توجه به فرآیند مدولاسیون صدای چهارسویه CD-4 که به پاسخ فرکانسی تا ۵۰ کیلوهرتز نیاز دارد، پیشرفتی در شکل سوزن ایجاد شد. با کارتریج‌هایی مانند تکنیکس EPC-100CMK4 با قابلیت پخش در فرکانس‌های تا ۱۰۰ کیلوهرتز، به سوزنی با شعاع جانبی باریک مانند ۵ میکرومتر (۰٫۰۰۰۲ اینچ) نیاز است. یک قلم بیضوی باریک با افزایش سایش قادر به خواندن فرکانس‌های بالاتر ۲۰ کیلوهرتز است، زیرا سطح تماس باریک‌تر است. برای غلبه بر این مشکل، سوزن شیباتا در حدود سال ۱۹۷۲ در ژاپن توسط نوریو شیباتا اختراع شد.
سوزن طراحی شیباتا سطح تماس بیشتری با شیار ارائه می‌دهد که به نوبه خود به‌معنای فشار کمتر بر روی سطح وینیل و در نتیجه سایش کمتر است. عارضه جانبی مثبت این است که سطح تماس بیشتر به این معنی است که سوزن بخش‌هایی از وینیل را می‌خواند که توسط قلم کروی معمولی پوشیده نشده بود.
سایر اشکال پیشرفته سوزن به‌دنبال همان هدف افزایش سطح تماس و بهبود در شیباتا ظاهر شدند. از نظر زمانی: "هیوز" نوع شیباتا (1975)،  "اوگورا" (1978)،  ون دن هول (1982).  چنین قلمی ممکن است به‌عنوان «Hyperelliptical» (Shure)، «Alliptic»، «Fine Line» (Ortofon)، «Line contact» (Audio Technica)، «Polyhedron»، «LAC» یا «Stereohedron» (Stanton) به بازار عرضه شود. 